# Phaenicophaeus curvirostris
La malcoa pettocastano o malcoha pettocastano (Phaenicophaeus curvirostris Shaw, 1810), è un uccello della famiglia dei Cuculidae.

## Sistematica
Phaenicophaeus curvirostris ha sette sottospecie:
- Phaenicophaeus curvirostris curvirostris
- Phaenicophaeus curvirostris singularis
  - Phaenicophaeus curvirostris erythrognathus sottospecie non valida di P. c. singularis
- Phaenicophaeus curvirostris oeneicaudus
- Phaenicophaeus curvirostris deningeri
- Phaenicophaeus curvirostris microrhinus
- Phaenicophaeus curvirostris harringtoni
- Phaenicophaeus curvirostris borneensis

## Distribuzione e habitat
La sottospecie singularis vive in Thailandia, Myanmar, Malaysia peninsulare, sulle Isole Anambas e su Sumatra; oeneicaudus vive nella parte occidentale di Sumatra; curvirostris vive nella zona occidentale e centrale di Giava; deningeri vive su Giava orientale e su Bali; microrhinus vive sull'isola di Bangka e nel Borneo; harringtoni vive nelle Filippine occidentali (Palawan, Calamian, Balabac e Dumaran); infine borneensis vive nel Borneo e nelle Grandi Isole della Sonda.